# متحف بونس للفنون
متحف بونس للفنون (الإسبانية:Museo de Arte de Ponce) هو متحف فني يقع في أفنيديا لاس أمريكا في بونس، بورتوريكو. يضم مجموعة من الأعمال الفنية الأوروبية،  بالإضافة إلى أعمال الفنانين البورتوريكيين. يحتوي المتحف على واحدة من أهم مجموعات ما قبل الرفائيلية في نصف الكرة الغربي،  تضم حوالي 4500 قطعة فنية  موزعة على أربعة عشر صالة عرض.
متحف الفن في بولس هو أفضل متحف فني في بورتوريكو. أكبر متحف للفنون في منطقة البحر الكاريبي،  وقد أطلق عليه أيضًا لقب واحد من أفضل المتاحف في الأمريكتين. كان أول متحف في بورتوريكو معتمد من قبل التحالف الأمريكي للمتاحف.
تأسست في عام 1959 من قبل الصناعي والمحسن لويس أ.فيريه في موقع في منطقة بونس التاريخية. انتقل المتحف إلى موقع المبنى الحالي في أفنيديا لاس أمريكا في عام 196. في عام 2010، زاد المتحف حجمه بشكل ملحوظ بعد توسيعه 30 مليون دولار.

## التاريخ

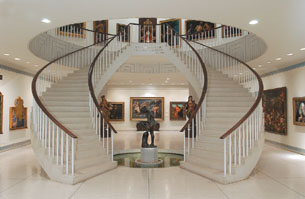
القاعة الرئيسية للمتحف

بدأ مشروع المتحف في عام 1956 عندما سافر لويس أ.فيريه إلى أوروبا واكتسب العديد من القطع الفنية الأوروبية، بما في ذلك العديد من أعمال ما قبل رافائيليت، مما شجعه على بدء مشروع لمتحف في مدينة بونس، مسقط رأسه. بمشورة خبيرين - جوليوس س. هيلد، متخصص في روبنز وأستاذ تاريخ الفن في كلية بارنارد وجامعة كولومبيا، ورينيه تايلور، متحمس للفن والعمارة وأستاذ في جامعة غرناطة وييل وكولومبيا - جمعت مجموعة فيريه مجموعة من الأعمال الفنية على أساس قيمتها بدلاً من شعبيتها. صرح فيريه في مقابلة مع مجلة فوربس أن «العلماء والنقاد أطلقوا عليها اسم kitsch، اعتقد الجميع أنني مجنون بشرائها.» 
في 3 يناير 1959، افتتح فيريه المتحف في منزل يقع في 70 شارع كريستينا في بونس في ما يعرف اليوم بـ
مركز بونس الثقافي، مع معرض من 72 عملاً فنياً. لا تزال بعض هذه اللوحات الأصلية معروضة اليوم. مع مرور الوقت واكتسب المتحف شعبية، تمت إضافة أعمال فنية إضافية إلى المجموعات. في عام 1962، تبرعت مؤسسة صموئيل هنري كريس بـ 15 لوحة للمتحف. بحلول عام 1989، نمت مجموعة المتحف إلى 500 قطعة، بقيمة تقديرية آنذاك 50 مليون دولار،  أي ما يعادل 104 مليون من حيث القيمة الحالية.
خوفًا من أن يؤدي حريق في مبنى شارع كريستينا إلى تدمير مجموعاته، استحوذت فيريه على قطعة أرض في شارع لاس أمريكا في بونس لبناء المتحف الحالي، وجند المهندس المعماري إدوارد دوريل ستون لتصميمه. في 23 أبريل 1964، تم وضع الحجر الأول وبدأ بناء المتحف. تم الانتهاء منه في عام 1965 وافتتح رسميًا في 28 ديسمبر 1965. من السمات الرئيسية للمتحف صالات العرض السداسية، والتي تسمح بدخول الضوء الطبيعي عبر أركانه لإضاءة المعارض. المتحف يتضمن ما مجموعه 14 صالات العرض، واثنين من الحدائق، والمدرج، ومدخلها الرئيسي مع سلالم منقسمة.
تم إغلاق المتحف من عام 2008 إلى عام 2010 أثناء خضوعه للتجديدات، وأعيد افتتاحه في الوقت المناسب للاحتفال بالذكرى الخمسين لتأسيسه في 13 نوفمبر 2010، بعد 30 مليون دولار في التحسينات. في غضون ذلك، أقام المتحف معارض في ساحة بلازا لاس أمريكا في سان خوان، وأعار بعضًا من أفضل قطعه للمعارض المتنقلة في مؤسسات الفنون الجميلة حول العالم.
كانت أعمال البناء بمثابة تجديد للهيكل الحالي وكذلك توسعة، مما أدى إلى زيادة حجم المتحف بأكثر من 40٪. تضمنت التجديدات التي تكلفت 20 دولارًا و 30 مليون دولار أيضًا مبنى جديدًا لإيواء أرشيف تاريخي ومكتبة.
الجديد 37,745 قدم مربع (3,506.6 م2) ملحق بالمبنى الرئيسي للمتحف يضم مساحة تعليمية، ومكتبة متخصصة في تاريخ الفن، ومحفوظات دون لويس أ.فيريه، ومختبر لحفظ الأعمال الفنية، ومنطقة تخزين الأعمال الفنية، ومتجر متحف، ومطعم، ومكاتب إدارية. بعد التوسع، وصل إجمالي المساحة بالمتحف إلى 77745 قدمًا مربعًا. تهدف التوسعة إلى توفير مرافق للأغراض التعليمية ومكتبة لتاريخ الفن بالإضافة إلى توفير غرفة لمتجر متحف ومطعم للضيوف.
الشارع الذي يقع فيه المتحف، شريان رئيسي للطرق في بونس، أعيدت تسميته «لويس أ. فيريه بوليفارد» تكريما لمؤسس المتحف.
في عام 2021، تم تسمية المتحف كمتلقي للميدالية الوطنية لخدمة المتاحف والمكتبات.

## أعمال فنية

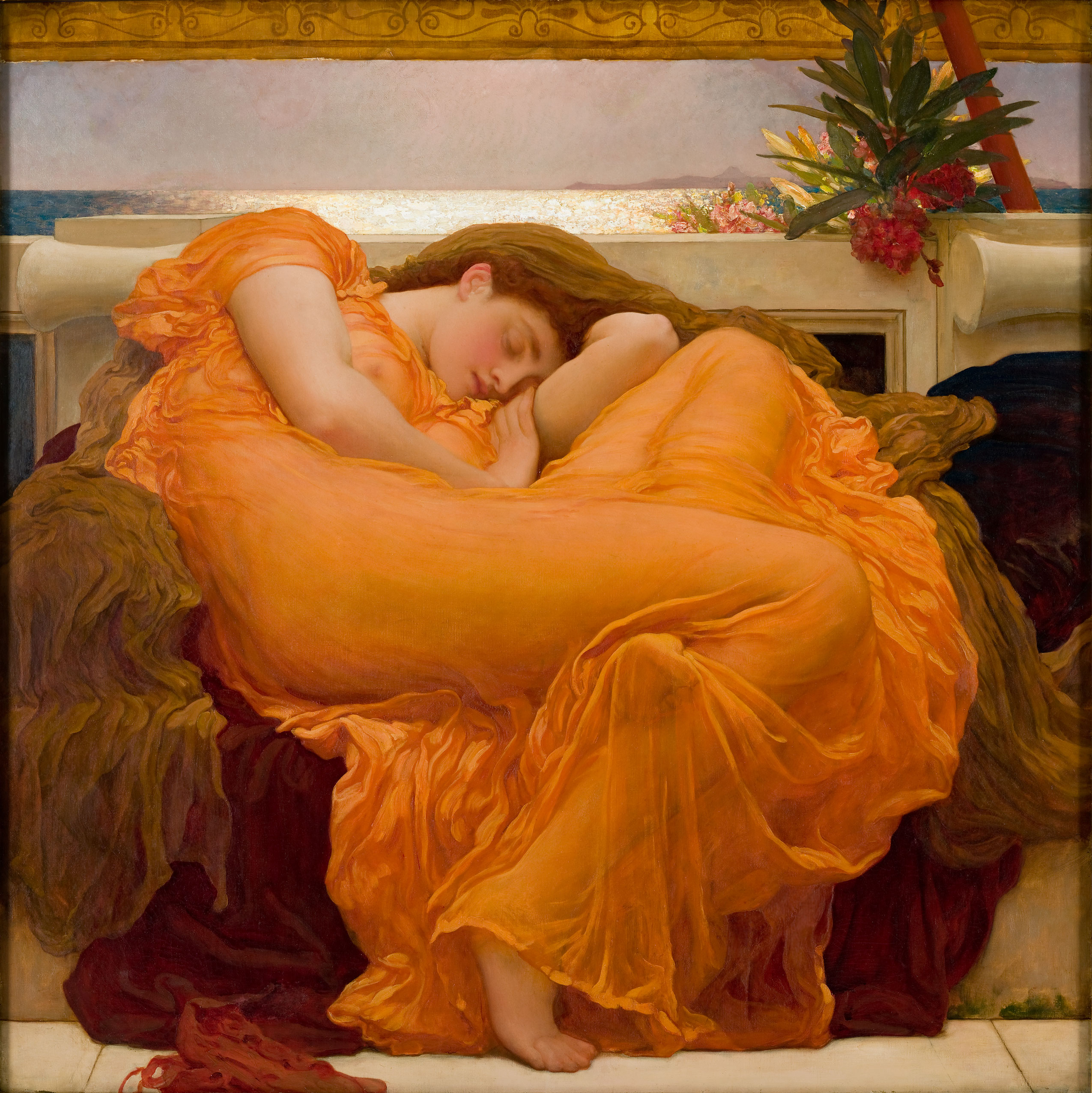
يونيو المتقدة بواسطة فريدريك لايتون

يضم متحف الفن في بولس أهم مجموعة من الفن الأوروبي في أمريكا اللاتينية. ذكرت صحيفة فاينانشيال تايمز في لندن أن المتحف يضم «واحدة من أكثر المجموعات الخاصة تميزًا في نصف الكرة الغربي خارج الولايات المتحدة.»  لديها مجموعة مهمة من ما يقرب من 4000 قطعة فنية تتراوح من القرن الرابع عشر إلى القرن العشرين، الباروك الإيطالي، ما قبل الرفائيلية البريطانية،  العصر الذهبي الإسباني وفن أمريكا اللاتينية المعاصر.
بعض الفنانين الذين تُعرض لوحاتهم وأعمالهم في المتحف هم بيتر بول روبنز ولوكاس كرانش وبارتولومي إستيبان موريللو ويوجين ديلاكروا والسير إدوارد بورن جونز وآخرين. التحفة الرئيسية للمتحف هي يونيو المتقده ، التي رسمها فريدريك لايتون. اشترى فيريه هذه القطعة بأقل من 1000 دولار في أمستردام عام 1960،  وكانت المفضلة لديه.
آخر نوم لآرثر في أفالون ، آخر تحفة وإنجاز متوج للسير إدوارد بورن جونز، هو قطعة أخرى من مجموعة المتحف، حصل عليها فيري في الأصل مقابل 1600 جنيه بريطاني فقط في عام 1963. بدأت اللوحة الضخمة عام 1881 وتركت غير مكتملة عند وفاة الفنان عام 1898. في عام 2009، تم إقراض كل من فلامنج جوني و النوم الأخير لآرثر في أفالون إلى متحف تيت بينما خضع المتحف للتجديد لمدة عامين. تم إقراض لوحات أخرى إلى متحف ديل برادو في مدريد.
«لا تقل أهمية عن مجموعة الأعمال الفنية في بورتوريكو، التي تتراوح من القرن الثامن عشر حتى يومنا هذا، وتشمل أساتذة كبار مثل خوسيه كامبيتشي، وفرانسيسكو أولر، وميغيل بو، بالإضافة إلى أفضل المواهب المعاصرة مثل ميرنا بايز وفرانسيسكو رودون، أنطونيو مارتوريل وأرنالدو روش رابيل، من بين آخرين».
يعرض المتحف أيضًا أعمال فنانين عالميين. في مارس 2006، عرض المتحف أعمال الفنانة المكسيكية فريدا كاهلو.
يتقاضى المتحف رسوم دخول صغيرة للجمهور، لكن معظم الإيرادات تأتي من التبرعات الكبيرة التي قدمها الأفراد والشركات البورتوريكية. قدم البعض تبرعات فردية لغرض وحيد هو الحصول على الفن الذي سيتم عرضه في المتحف، بينما تبرع البعض الآخر لصيانة المتحف ونفقات تشغيله. لوحة برونزية موضوعة في المدخل الأمامي وبجوار كشك المعلومات تتعرف على هؤلاء المتبرعين.

## روابط خارجية
- الموقع الرسمي
- Museo de Arte de Ponce ، في مبناه السابق في Calle Cristina ، أصبح الآن "Centro Cultural de Ponce Carmen Solá de Pereira".